# James Adam
Pour les articles homonymes, voir Adam (homonymie).
James Adam (21 juillet 1732 – 20 octobre 1794) est un architecte écossais. Fils de William Adam, il est également un architecte mais aussi un entrepreneur, décorateur et designeur de renom.
Il est souvent éclipsé par son frère aîné, Robert Adam dont il est d’ailleurs le collaborateur et avec qui il définit le style étrusque décoratif néoclassique.
En 1755, James, après avoir un temps « fait ses classes » au cabinet de son frère Robert, entame sa propre carrière en travaillant sur la « Gunsgreen House » dans la banlieue d’Eyemouth.

## Famille
- le père William Adam, (1689-1748)
- les quatre fils, tous architectes et décorateurs :
  - le frère aîné, John Adam (1721–1792) ;
  - Robert Adam (1728-1792), le frère puîné ;
  - James Adam, (1732 – octobre 1794), le troisième fils ;
  - William Adam Jr, le plus jeune frère.

## La maison Adam
En 1758, Robert, James et William Adam, leur plus jeune frère, commencent à travailler ensemble à Londres (créant la firme Adam à Grosvenor Street où ils habitent). Ils créent une gamme complète de meubles, fournitures et objets décoratifs qui mis tous ensemble génèrent un véritable style : l’« Adam’s style ».
Jusqu’alors le style palladien, néo-romain est le plus apprécié, mais Robert le renouvèle et même le dépasse en créant un nouveau design plus flexible car il incorpore aux éléments de la Rome classique des influences grecques, byzantines mais aussi baroques. Le tout intégré dans une gamme complète allant des meubles aux immeubles en passant par les rideaux et les tapisseries.

## Du succès à une quasi-banqueroute
Le succès des frères Adam, qui est aussi grand que précoce, doit aussi être attribué à leur désir de tout penser et dessiner (jusqu’au moindre détail), assurant ainsi un sens et une unité plus profonde à l’ensemble de leurs créations.
Malgré tout, encore insatisfaits de leur œuvre, ils décident, pour parfaire leurs connaissances, d’entreprendre le “Grand Tour”, qu’ils commencent en 1760 et finissent en octobre 1763.
James succède à Robert comme Architecte du Roi en 1768 juste avant que les deux frères ne travaillent sur le projet Adelphi (en) (1768–1772) qui faillit presque causer la banqueroute de leur firme. Néanmoins, celle-ci s’en remet et emploie d’autres architectes de renom dont Joseph Bonomi (1739–1808) qui resta dans l’« Adam’s cabinet » de 1768 à 1781.

## DeGlasgowà Londres, le Succès final

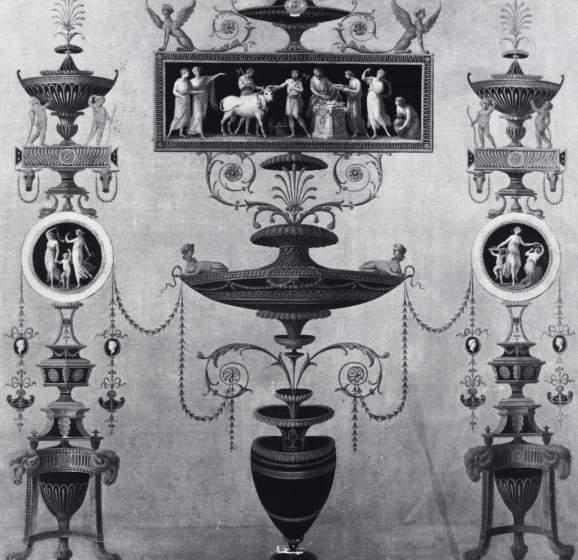
Osterley Park : tapisserie pour la chambre Étrusque

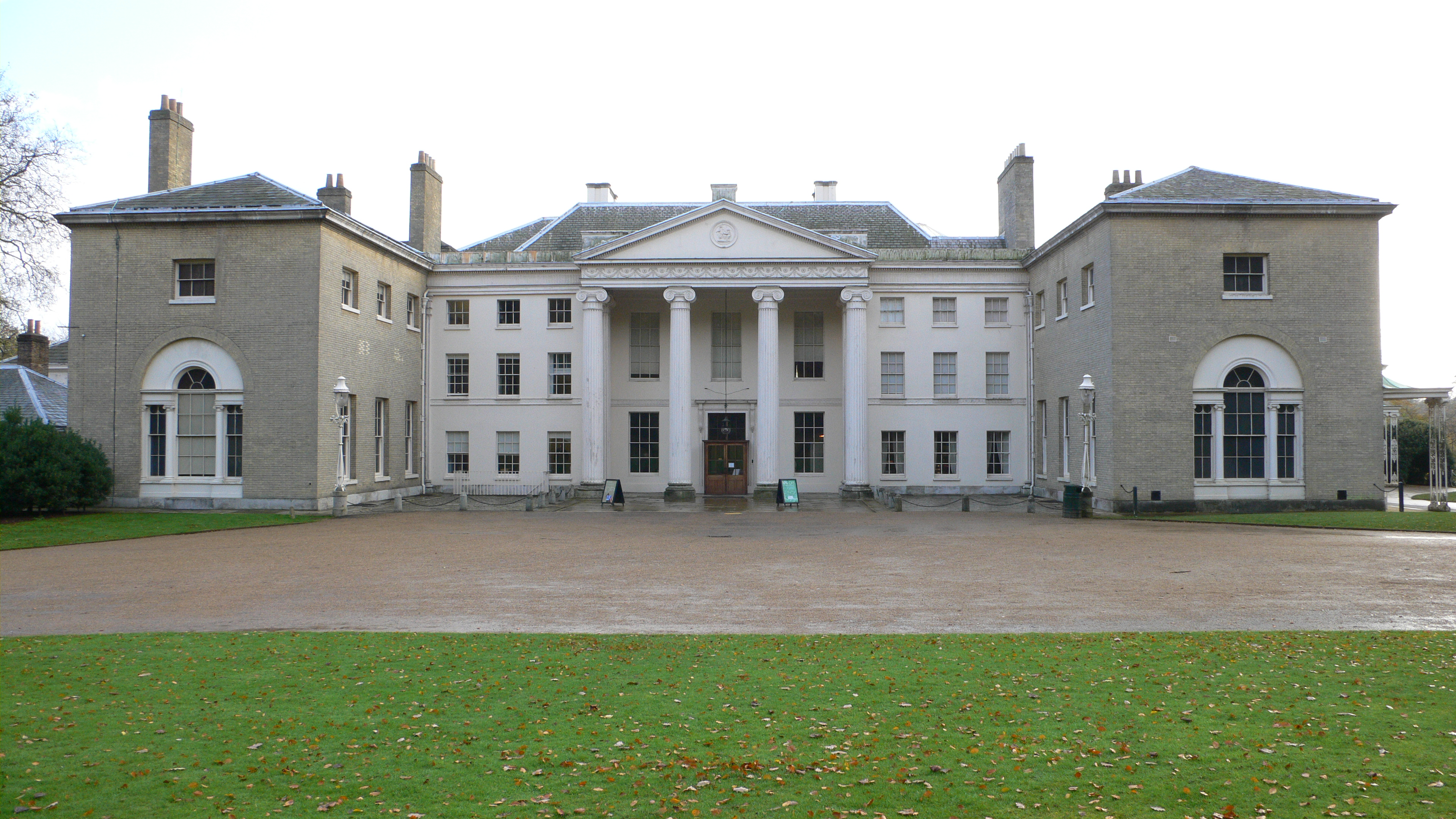
Façade de Kenwood House

James n’émerge vraiment de l’ombre de son frère Robert qu’à la mort de celui-ci en 1792, dessinant plusieurs immeubles notables à Glasgow, notamment l’ancienne Infirmerie (en 1792 ; démolie en 1907), les « Assembly Rooms » (en 1794 ; démolies en 1890) et le « Tron Kirk » (1794).
Toujours en 1794, il dessine aussi : « Portland Place » dans le centre de Londres, atteignant alors toute la plénitude de son style et le sommet de sa gloire. Elle est cependant de courte durée — puisqu’il meurt en octobre de la même année à son domicile londonien d’ « Albermarle Street » à l’âge de 62 ans.
De leur vivant, Robert & James Adam publient deux gros volumes de leurs créations ; il s’agit de : “Works in Architecture (Œuvres d’Architectes”, publiés en 1773 et 1778/1779. Un troisième volume fut édité à titre posthume, en 1822).